# Wapen van Jutphaas

Wapen van Jutphaas

Het wapen van Jutphaas werd op 30 november 1869 door de Hoge Raad van Adel aan de Utrechtse gemeente Jutphaas verleend. Op 1 juli 1971 ging Jutphaas op in de gemeente Nieuwegein. Het wapen van Jutphaas is daardoor komen te vervallen als gemeentewapen. 

## Blazoenering
De blazoenering van het wapen luidde als volgt:
Gevierendeeld; kwartier één en vier van goud, beladen met een St.Andrieskruis van keel (zijnde het Overeind van Jutphaas); kwartier twee en drie van lazuur, beladen met een schild van goud met drie balken van keel (het Nedereind van Jutphaas).
De heraldische kleuren zijn goud (goud of geel), keel (rood) en lazuur (blauw).

## Verklaring
Het wapen is een combinatie van de heerlijkheidswapens Jutphaas Nedereind en Jutphaas Overeind. Deze zijn op hun beurt weer afgeleid van de wapens van de geslachten Jutfaes (later: Rhijnestein) en Wijnestein.

## Verwante wapens

Heerlijkheidswapen Jutphaas Nedereind
Heerlijkheidswapen Jutphaas Overeind